# 400 av. J.-C.
Cette page concerne l'année 400 av. J.-C. du calendrier julien proleptique.

## Événements
- Hiver 401-400 av. J.-C. : retraite des Dix Mille par les montagnes du Kurdistan et de l’Arménie vers la mer Noire. Xénophon, dans son Anabase, mentionne les Kurdes, qu'il nomme Khardukhi, et les décrit comme « peuple féroce et défendant ses montagnes natales » et qui attaque les armées grecques[1].
- Février : les Dix Mille atteignent la mer Noire à Trébizonde[2].

- Été : révolte de l'Ionie contre les Perses et intervention de Sparte (automne 400 ou printemps 399 av. J.-C.)[3].
  - Le satrape Tissapherne exige la soumission des cités ioniennes et met le siège devant Cymé, puis accepte une rançon pour les prisonniers et lève le siège à l'approche de l'hiver[4]. Durant l'été, les Grecs d’Asie font appel à Sparte, qui envoie l’harmoste Thibron à la tête de 5000 hommes, renforcés par 5000 survivants de la retraite des Dix Mille commandés par Xénophon. Thibron, qui n’obtient pas de résultats jugés satisfaisants, est remplacé par le rusé Dercylidas qui joue sur les dissensions entre Tissapherne et Pharnabaze. Après avoir remporté quelques victoires, l’armée devra rentrer en Grèce en 395 av. J.-C. lors de la guerre de Corinthe[5].
- Été-hiver : l’harmoste Lysippe ravage le pays élien[6].
  - Sparte envoie un ultimatum aux Éléens leur ordonnant d’accorder l’autonomie à leurs cités périèques. Devant le refus éléen, le roi Agis II conduit deux campagnes (400 et 399 av. J.-C., la date est controversée) qui contraignent Élis à se soumettre.
- 13 octobre du calendrier romain : entrée en office à Rome de tribuns militaires à pouvoir consulaire : Publius Licinius Calvus (premier plébéien à accéder au tribunat consulaire selon Tite-Live), Publius Manlius, Lucius Titinius, Publius Maelius, Lucius Furius Medullinus, Lucius Publilius Vulscus. Anxur est reprise par les Romains[7].

## Décès
- Thucydide (date approximative).